# WWE 13
《WWE 13》(WWE 13)는 THQ가 2012년에 발매했던 프로 레슬링 게임이다. 2012년 10월 30일에 미국에 먼저 발매됐으며 플레이스테이션 3, 엑스박스 360, Wii 용으로 개발되었다. 이 게임에는 전•현직(2012) WWE 슈퍼스타들이 총출동하며, 기존의 WWE 게임(wwe13 전게임)과는 달리 빠른 속도의 레슬링 경기를 즐길 수 있다.

## 게임 개발
2011년 프리데이터 테크놀로지 2에서 개발 발표되었다.

## 로스터
1.슈퍼스타즈
- 알베르토 델 리오
- 빅 쇼
- 부커 T
- 브록 레스너
- 브로더스 클레이
- CM 펑크
- 크리스 제리코
- 크리스챤
- 코디 로즈
- 대니얼 브라이언
- 데이비드 오퉁가
- 돌프 지글러
- 에지
- 에피코
- 히스 슬레이터
- 후니코
- 잭 스웨거
- 존 레이필드
- 진더 마할
- 존 시나
- 존 시나'04 (워드라이프 기믹)
- 저스틴 가브리엘
- 존 로리네이티스
- 케인
- 케빈 내쉬
- 코피 킹스턴
- 마크 헨리
- 프리모
- 알 트루쓰
- 랜디 오턴
- 레이 미스테리오
- 산티노 마렐라
- 셰이머스
- 신 카라
- 테드 디비야시
- 그레이트 칼리
- 더 미즈
- 더 락
- 트리플H
- 언더테이커
- 웨이드 바렛
- 잭 라이더

2.디바
- 알리샤 폭스
- 베스 피닉스
- 브리 벨라
- 이브
- 켈리 켈리
- 리타
- 카르마
- 니키 벨라

3.애티튜드 시대
- 애니멀
- 빅 보스 맨
- 빌리 건(DX)
- 브래드쇼(APA)
- 브렛 하트
- 브리티쉬 불독
- 캑터스 잭
- 크리스 제리코(Y2J)
- 크리스챤
- 듀드 러브
- 에디 게레로
- 에지
- 파룩(APA)
- 갓파더
- 호크
- 헌터 허스트 햄즐리(WWF귀족)
- 케인
- 켄 샴락
- 맨카인드
- 마크 헨리
- 마이크 타이슨
- 빈스 맥마흔
- 빅 쇼(폴 와이트)
- 로드 독(DX)
- 더 락
- 쉐인 맥마흔
- 숀 마이클스(DX)
- 스톤콜드 스티브 오스틴
- 트리플H(DX)
- 언더테이커
- 베이더
- 엑스팍(DX)
- 리타
- 스테파니 맥마흔
- 트리쉬 스트래터스

## 평가
| 평론 점수 평론사 점수 PS3 엑스박스 360 EGM 9/10 [ 1 ] 유로게이머 9/10 [ 2 ] G4 3/5 [ 3 ] 게임 인포머 9/10 [ 4 ] 9/10 [ 5 ] 게임 레볼루션 [ 6 ] 게임트레일러스 8.5/10 [ 7 ] IGN 8.4/10 [ 8 ] OXM (UK) 8/10 [ 9 ] OXM (US) 8/10 [ 10 ] 통합 점수 메타크리틱 76/100 [ 11 ] 78/100 [ 12 ] |        |              |
| 평론 점수 |        |              |
| 평론사 | 점수   | 점수         |
| 평론사 | PS3    | 엑스박스 360 |
| EGM |        | 9/10         |
| 유로게이머 | 9/10   |              |
| G4 |        | 3/5          |
| 게임 인포머 | 9/10   | 9/10         |
| 게임 레볼루션 |        | [ 6 ]        |
| 게임트레일러스 |        | 8.5/10       |
| IGN |        | 8.4/10       |
| OXM (UK) |        | 8/10         |
| OXM (US) |        | 8/10         |
| 통합 점수 |        |              |
| 메타크리틱 | 76/100 | 78/100       |

## 같이 보기
- WWE 2K